# Cordillera Darwin
La Cordillera Darwin è una catena montuosa del Cile, ubicata nella porzione sud-occidentale dell'Isola Grande della Terra del Fuoco. Rappresenta l'estremo segmento meridionale della cordigliera delle Ande. 

## Geografia
La Cordillera Darwin occupa la parte sud-occidentale dell'Isola Grande, nell'arcipelago della Terra del Fuoco, sviluppandosi da ovest ad est, compresa tra la baia del Almirantazgo e il Canale di Beagle. A causa del difficile accesso per via terrestre, delle condizioni climatiche estreme e della barriera costituita dalle ripide pareti dei rilievi è considerata la zona meno esplorata dell'arcipelago; costituisce ancora oggi una notevole sfida per esploratori ed alpinisti.
La Cordillera Darwin è divisa in due parti dal Fiordo Agostini. Si stima che la superficie totale dei ghiacciai presenti nella catena raggiunga i 2300 km². La cima più alta della catena è il Monte Shipton (2469 m), a volte chiamato erroneamente Monte Darwin. La confusione è dovuta al fatto che Eric Shipton, il primo a salirla nel 1962, la nominò “Monte Darwin” ignorando l'esistenza di un'altra cima poco più bassa già segnata in precedenza con tale nome; su proposta del figlio del primo salitore le autorità cilene hanno quindi accettato di chiamare la cima “Monte Shipton”..

### Cime principali
- Monte Shipton
- Monte Darwin
- Monte Sarmiento
- Monte Italia
- Monte Bove
- Monte Roncagli
- Monte Luis de Saboya
- Monte Della Vedova
- Monte Buckland
- Monte General Ponce